# 美國第八航空隊
第八航空隊（英語：Eighth Air Force）是美国空军全球打击司令部下属的一个编号航空隊，指揮部位于路易斯安那州的巴克斯代尔空军基地。